# Discord
Discord je freeware VoIP aplikacija dizajnirana za gaming zajednicu. Discord se pokreće na Windowsu, macOS-u, Androidu, iOS-u, Linuxu i na web pretraživaču. Od ožujka 2019. Discord koristi više od 250 milijuna korisnika.

## Povijest
Sama ideja Discorda došla je od strane izvršnog direktora Jasona Citrona, koji je osnovao OpenFeint, platformu društvenih igara za mobilne igre. Prodao je OpenFeint za GREE u 2011. za 104 milijuna dolara, kojim je 2012. godine osnovao Hammer & Chisel, studio za razvoj igara. Njihov originalni proizvod bio je Fates Forever objavljen 2014. godine. Citron je predviđao da će to biti prva MOBA igra za mobilne uređaje. Fates Forever nije bio komercijalno uspješan zbog niske popularnosti. Neke VoIP opcije zahtijevale su od igrača da dijele različite IP adrese samo za povezivanje, dok su druge usluge poput Skypea ili TeamSpeaka bile teške za resurse te su imale poznate sigurnosne probleme. To je nagnalo razvojne programere da razviju chat uslugu koja je bila mnogo "ugodnija" za korištenje na temelju suvremenih tehnologija.
Da bi razvio Discord, Hammer & Chisel dobio je dodatna sredstva od YouWebovog 9+ "inkubatora".
Javno izadnje Discorda bilo je u svibnju 2015. godine. Kako kaže Citron, Discord je bio namijenjen isključivo za članove Reddit zajednice, otkrivši da su mnogi subbrediti zamijenili IRC poslužiteljima s Discordovim. Discord je postao popularan kroz eSport i LAN turnir igrače te kroz Twitch streamere.
U siječnju 2016. tvrtka je prikupila dodatnih 20 milijuna dolara za financiranje softvera. 10. kolovoza 2017. godine, Discord je javno objavio puštanje funkcionalnosti "Video Calling i Screenshare". U početku te su značajke bile pokrenute u beti koju je koristilo samo 5% korisnika. Discord je objavio video pozive i funkcije upravljanja zaslonom svim svojim korisnicima 5. listopada 2017. godine.

## Softver
Discord je izgrađen na Electronovom okviru za web tehnologije koji omogućuje da više platforma bude pokrenuto na osobnim računalima i webu. Serveri softvera se nalaze u 9 data centara rasprostranjenih diljem svijeta da bi latencija bila vrlo niska.
Sve inačice klijenta podržavaju isti skup značajki. Discord je za osobna računala posebno dizajniran za upotrebu tijekom igranja, jer uključuje neke značajke poput niske latencije, besplatnih glasovnih razgovora i posvećena poslužiteljska infrastruktura.
Glasovni poziv dodan je u ažuriranju 28. srpnja 2016., s podrškom za pozive između dva ili više korisnika.
U siječnju 2017., prve mogućnosti plaćanja izdane su pod imenom "Discord Nitro". Za mjesečnu pretplatu korisnici su u mogućnosti imati animirani avatar, koristiti osobne emoji-e u svim serverima, imati povećano slanje datoteke (od 8MB do 50MB) i jedinstvenu značku pritiskom na njihov profil. Discord koristi Opus-ov audio format, koji ima malu latenciju te je dizajniran za govor bez zastajkivanja.